# Pablo Carreño Busta
Pablo Carreño Busta (født 12. juli 1991 i Gijón) er en spansk professionel tennisspiller, som hører til eliten i single. Han har vundet tre ATP-turneringer i single og tre i double. I grand slam-turneringerne er hans bedste resultat i single en semifinaleplads i US Open i 2017, mens bedste resultat i double er finalepladsen, ligeledes i US Open, i 2016. Hans bedste placering på ATP-listen i single er en 10. plads i september 2017 og i double en 16. plads i juli samme år.
Carreño Busta deltog i OL 2020 (afholdt 2021) i Tokyo, hvor han stillede op i herredouble og mixed double. I begge disse rækker tabte han i første runde. Han spillede desuden herresingle, og her gik det bedre, idet han nåede frem til semifinalen. Her tabte han dog til russiske Karen Khatjanov, der senere tabte finalen til tyske Alexander Zverev. Carreño Busta sikrede sig bronze ved at besejre den serbiske verdensetter Novak Djokovic .